# Joy Press
Joy Press (nacida en 1966) es una escritora y editora estadounidense. En la década de 1980 se desempeñó como crítica musical para revistas estadounidenses y para el semanario musical británico Melody Maker. En 1996 se convirtió en la editora del suplemento literario de Village Voice, VLS. Press se convirtió más tarde en la crítica oficial de libros y televisión del mencionado Village Voice. Ella editó la versión del 50 aniversario del diario. En 2006 se convirtió en la editora cultural en Voice y en Salon.com. Ha contribuido con prestigiosas publicaciones como Village Voice, New York Times y Slate.com. Press ha escrito una gran cantidad de material referente a cuestiones de género. Está casada con el crítico de música rock Simon Reynolds.

## Libros
- The Sex Revolts: Gender, Rebellion and Rock'N'Roll. Junto a Simon Reynolds. Serpent's Tail, enero de 1995, ISBN 1-85242-254-8
- War of the Words: 20 Years of Writing on Contemporary Literature in the VLS. Three Rivers, 2001, ISBN 0-609-80853-2